# Ruillé-le-Gravelais
Ruillé-le-Gravelais foi uma comuna francesa na região administrativa da Pays de la Loire, no departamento de Mayenne. Estendia-se por uma área de 16,94 km². Em 2010 a comuna tinha 864 habitantes (densidade: 51 hab./km²).
Em 1 de janeiro de 2016, passou a formar parte da nova comuna de Loiron-Ruillé.